# مبحث في الأخلاق
مبحث في الأخلاق هو كتاب للفيلسوف التنوير الإسكتلندي ديفيد هيوم. في ذلك، يجادل هيوم (من بين أمور أخرى) أن أسس الأخلاق تكمن في المشاعر، وليس العقل.
إن مبحث في الأخلاق هو الاستقصاء الذي يلي مبحث في الفاهمة البشرية. وبالتالي، غالبًا ما يشار إليه باسم المبحث الثاني. تم نشره في الأصل عام 1751، بعد ثلاث سنوات من المبحث الأول. يناقش هيوم أولاً الأخلاق في رسالة في الطبيعة البشرية (في الكتاب 3 - الأخلاق). ثم استخرج وشرح الأفكار التي طرحها هناك في تحقيقه الثاني. في عمله السيرة الذاتية القصيرة، حياتي (1776)، يذكر هيوم أن تحقيقه الثاني: «من جميع كتاباتي، التاريخية، الفلسفية، أو الأدبية، الأفضل على نحو لا مثيل له».

## التلخيص

### الطريقة
نهج هيوم في التحقيق الثاني هو إلى حد كبير نهج تجريبي. بدلاً من بدء بحثه الأخلاقي بأسئلة حول كيفية عمل الأخلاق، يزعم أنه يبحث في المقام الأول عن كيفية قيامنا بالفعل بإصدار أحكام أخلاقية. كما قال هيوم:
«نظرًا لأن هذه مسألة حقيقة وليست عن علم مجرد، لا يمكننا توقع النجاح إلا باتباع الطريقة التجريبية واستنتاج المبادئ العامة من مقارنة حالات معينة.»
علاوة على ذلك، يزعم هيوم تقديم تفسير طبيعي للأخلاق، على الأقل إلى الحد الذي يجعلها أمرًا شائعًا بين الأنواع البشرية. هو يكتب:
«الجملة الأخيرة، على الأرجح، التي تنطق الشخصيات والأفعال بطريقة ودية أو بغيضة، جديرة بالثناء أو تستحق اللوم... تعتمد على بعض الإحساس أو الشعور الداخلي، الذي جعلته الطبيعة عالمية في كل الأنواع.»
ولكن، ما إذا كان هيوم يدعي في النهاية تقديم نظرية أخلاقية معيارية، بدلاً من مجرد نظرية وصفية لعلم النفس الأخلاقي، فهي قضية خلافية بين دارسي هيوم.

### العاطفية والعقل
يدافع هيوم عن عاطفته الأخلاقية القائمة على التعاطف من خلال الادعاء بأنه على عكس العقلانية الأخلاقية، لا يمكننا أبدًا إصدار أحكام أخلاقية على أساس العقل وحده. يتعامل العقل مع الحقائق ويستخلص منها استنتاجات، ولكن، مع تساوي كل شيء آخر، لا يمكن أن يقودنا إلى اختيار خيار على الآخر؛ فقط عواطفنا يمكنها القيام بذلك، وفقًا لهيوم. يكتب هيوم أن:
«... الأخلاق تحددها العاطفة. إنها تعرف الفضيلة على أنها أيا كان الفعل العقلي أو الصفة التي تمنح المشاهد الشعور الممتع بالاستحسان؛ والعكس بالعكس.»
يطرح هيوم العاطفة كأساس للأخلاق في المقام الأول كنظرية ميتاأخلاقية حول نظرية المعرفة الأخلاقية. إن عاطفية هيوم شبيهة بنظرية المعرفة الأخلاقية للحدس (بالرغم من اختلافها بالطبع من نواحٍ عديدة). وفقًا لمثل هذه النظرية، فإن الوصول المعرفي للفرد إلى الحقائق الأخلاقية لا يتم في المقام الأول من خلال قوة وساطة واضحة، مثل العقل. بل إن الوصول المعرفي للفرد أكثر مباشرة. وفقًا لهيوم، نحن نعرف الحقائق الأخلاقية من خلال مشاعرنا ومشاعر الموافقة والرفض.
غالبًا ما يتم تضمين حجج هيوم ضد تأسيس الأخلاق على العقل في فئة الحجج الأخلاقية المناهضة للواقعية. كما يقترح الفيلسوف المستوحى من هومان جون ماكي، لوجود حقائق أخلاقية حول العالم، يمكن التعرف عليها عن طريق العقل ومحفزة جوهرية، يجب أن تكون حقائق غريبة للغاية. ومع ذلك، هناك جدل كبير بين العلماء حول مكانة هيوم كواقعي مقابل معاد للواقعية.

### التعاطف والإيثار والأنانية
وفقًا لهيوم، يمكن لمشاعرنا القائمة على التعاطف أن تحفزنا نحو السعي وراء غايات غير أنانية، مثل منفعة الآخرين. بالنسبة إلى هيوم وزميله في نظري التعاطف آدم سميث، فإن مصطلح التعاطف يهدف إلى استيعاب أكثر بكثير من مجرد الاهتمام بمعاناة الآخرين. التعاطف، بالنسبة لهيوم، هو مبدأ للتواصل وتبادل المشاعر، الإيجابية والسلبية. وبهذا المعنى، فهو شبيه بما يسميه علماء النفس والفلاسفة المعاصرون التعاطف. في تطوير هذه العواطف الأخلاقية القائمة على التعاطف، يتفوق هيوم على نظرية الحس الأخلاقي المزروعة إلهيًا لسلفه، فرانسيس هوتشسون، من خلال تطوير أساس نفسي طبيعي وأخلاقي للحس الأخلاقي، من حيث عملية التعاطف.
بعد تقديم أمثلة مختلفة، توصل هيوم إلى استنتاج مفاده أن معظم، وليس كل، السلوكيات التي نوافق عليها تزيد من المنفعة العامة. هل يعني هذا إذن أننا نصدر أحكامًا أخلاقية على المصلحة الذاتية وحدها؟ على عكس زميله التجريبي توماس هوبز، يجادل هيوم بأن هذا ليس هو الحال في الواقع، رافضًا الأنانية النفسية وجهة النظر القائلة بأن جميع الإجراءات المتعمدة هي في النهاية مصلحة ذاتية.
بالإضافة إلى اعتبارات المصلحة الذاتية، يؤكد هيوم أنه يمكن أن نتأثر بتعاطفنا مع الآخرين، والذي يمكن أن يزود الشخص بمخاوف ودوافع غير أنانية تمامًا، في الواقع، ما يسميه المنظرون المعاصرون، الاهتمام بالإيثار.

### الأخلاق الفضيلة
النظرية الأخلاقية من الدرجة الأولى التي تنبثق من التحقيق الثاني هي شكل من أشكال أخلاقيات الفضيلة. وفقًا لهيوم، فإن أنواع الأشياء التي تنطبق عليها مشاعرنا الأخلاقية على الأشياء التي نوافق عليها ونرفضها ليست إجراءات أو أحداثًا معينة. بدلاً من ذلك، نحكم في النهاية على شخصية الشخص سواء كان شخصًا فاضلاً أو شريرًا.
يدافع هيوم في النهاية عن نظرية مفادها أن السمة الأساسية للفضائل هي «... امتلاك الصفات العقلية، المفيدة أو المقبولة للشخص نفسه أو للآخرين». نتيجة لذلك، تعتبر سمات شخصية معينة تعتبر فضائل من قبل الأديان الرئيسية في ذلك الوقت رذائل في نظرية هيوم. يسمي هيوم هذه الفضائل المزعومة، مثل إنكار الذات والتواضع، الفضائل الرهبانية. يكتب بقوة:
«العزوبة، والصوم، والتكفير عن الذنب، والإماتة، وإنكار الذات، والتواضع، والصمت، والعزلة، وكل قطار الفضائل الرهبانية؛ لأي سبب يتم رفضهم في كل مكان من قبل أصحاب العقل، ولكن لأنهم لا يخدمون أي هدف؛ تعزيز ثروة الإنسان في العالم، ولا تجعله عضوًا أكثر قيمة في المجتمع؛ لا يؤهله للترفيه عن الشركة، ولا يزيد من قوته في التمتع الذاتي؟ نلاحظ، على العكس من ذلك، أنهم يتجاوزون كل هذه الغايات المرغوبة؛ إغواء الفهم وتقسية القلب، وإخفاء الهوى، وإفساد المزاج. لذلك ننقلهم بحق إلى العمود المقابل، ونضعهم في قائمة الرذائل ...»
من الواضح أن هيوم كان يعتقد أنه كان هناك سوء فهم خطير في ذلك الوقت حول ما يعتبر فضيلة مقابل الرذيلة. على سبيل المثال، يحاول هيوم الدفاع، خلافًا للعديد من التعاليم الدينية، عن أن قدرًا معينًا من الرفاهية، وحتى الكبرياء، أمر فاضل.
يضع هيوم اختلافات مهمة في تصنيفاته للفضائل. يتم تصنيفها على أنها إما مصطنعة أو طبيعية. الفرق الرئيسي بين هذه الطبقات الفضيلة هو أصلهم. تنشأ الفضائل الاصطناعية وتعتمد على الهياكل الاجتماعية مثل المحاكم والبرلمانات. تشمل هذه الفئة من الفضائل الأمانة والعدالة والعفة والالتزام بالقانون. لا يتم إنشاء الفضائل الطبيعية ولكنها موجودة تلقائيًا في البشر منذ الولادة. الاقتباس التالي يسلط الضوء على هذا:
«الألقاب الاجتماعية، والطبيعة الطيبة، والإنسانية، والرحمة، والامتنان، والود، والسخية، والمنفعة، أو ما يعادلها، معروفة في جميع اللغات، وتعبر عالميًا عن أعلى ميزة، والتي يمكن للطبيعة البشرية تحقيقها.»
ومن ثم، فإن التمييز الرئيسي الثاني بين الفضائل الطبيعية والاصطناعية هو أن النوع الأول عالمي في حين أن الأخير يمكن أن يختلف من مجتمع إلى آخر. ثم يشرع هيوم في تحديد طبيعة هذه الفضائل بالتفصيل. يسلط الاقتباس التالي الضوء على وصف هيوم لفضيلة مصطنعة تتمثل في الإخلاص:
«إن طفولة الرجل الطويلة والعاجزة تتطلب الجمع بين الوالدين من أجل لقمة عيش صغارهما ؛ وهذا الجمع يتطلب فضيلة العفة أو الأمانة لسرير الزواج».
يسلط الاقتباس التالي الضوء على أصل هذه الفضيلة - فكرة أن هذه الفضيلة خلقت واضحة بشكل خاص:
«بدون هذه المنفعة، ستكون ملكًا على الفور، بحيث لم يكن من الممكن التفكير في مثل هذه الفضيلة».
من الواضح إذن أن فضيلة الإخلاص قد خلقت، وبالتالي فهي مصطنعة بشكل واضح.